# Walton Bridge

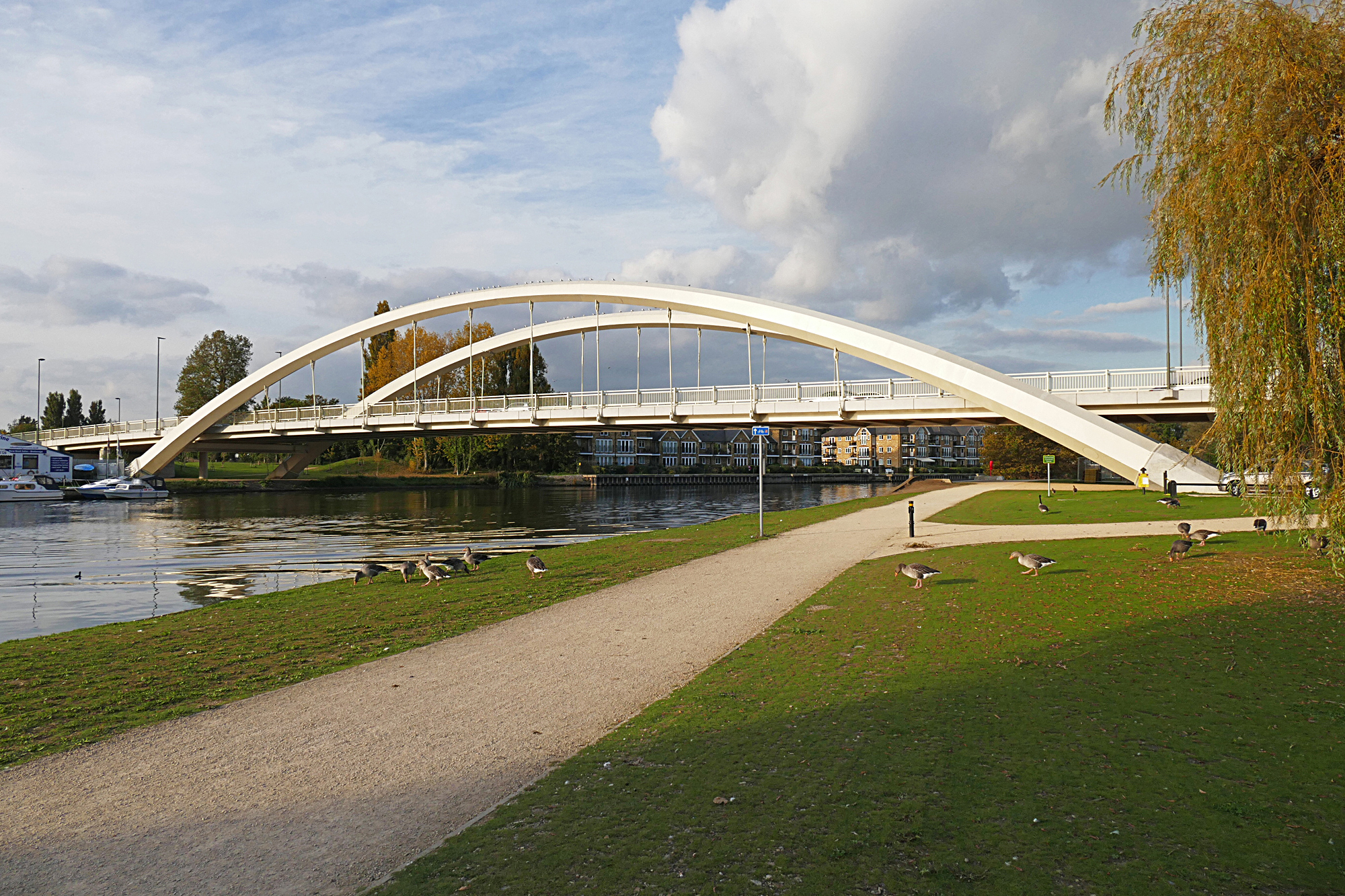
Die sechste Walton Bridge von 2013

Die Walton Bridge ist eine Straßenbrücke über den Fluss Themse. Sie befindet sich in der Grafschaft Surrey und verbindet Walton-on-Thames im Distrikt Elmbridge auf der Südseite mit Sunbury-on-Thames im Distrikt Spelthorne auf der Nordseite. Darüber führt die Hauptstraße A244. Die Walton Bridge hatte fünf Vorgängerbauten; die heutige Brücke wurde im Jahr 2013 fertiggestellt.

## Geschichte
Seit dem Beginn des 15. Jahrhunderts existierte an dieser Stelle eine Fähre über den Fluss. 1747 erteilte das Parlament dem Abgeordneten Samuel Dicker aus Plymouth die Erlaubnis, eine von William Etheridge entworfene Holzbrücke zu errichten. Ihre mittlere, einem Bogen ähnelnde Öffnung hatte mit fast 40 m (130 ft) die größte Spannweite aller Brücken in Großbritannien, bis William Edwards den 42,67 m (140 ft) weiten steinernen Bogen der Old Bridge in Pontypridd fertigstellte. Die geraden Holzbalken bildeten eine Reihe von Tangenten, die den Bogen der Brücke andeuten. Radiale Streben fixierten die Balken und machten die Konstruktion starr und selbsttragend. Da er den Bau finanzierte, durfte er Mautgebühren erheben und behalten. Trotz erheblicher lokaler Opposition begannen 1748 die Bauarbeiten und waren zwei Jahre später abgeschlossen. Die Brücke wurde mehrfach von Canaletto gemalt. Mit der Zeit zerfiel die Holzbrücke immer mehr und wurde schließlich 1783 abgebrochen.
An ihre Stelle trat eine Brücke aus Mauerwerk, die 1788 vollendet wurde. Im August 1859 sackte der zentrale Stützpfeiler ein und die beiden inneren Bögen fielen in sich zusammen. Während fünf Jahren mussten wiederum Fähren den Verkehr übernehmen. 1864 wurde die dritte Walton Bridge eröffnet, eine auf Steinpfeilern ruhende Fachwerkbrücke. Sechs Jahre später kaufte der Metropolitan Board of Works die Brücke und schaffte die Maut ab.
1940 wurde die dritte Walton Bridge durch eine deutsche Fliegerbombe beschädigt, woraufhin eine Gewichtsbeschränkung von sieben Tonnen in Kraft trat. 1953 entstand parallel dazu eine vierte Brücke für den motorisierten Verkehr, die aus vorfabrizierten Bailey-Komponenten zusammengesetzt wurde (wahrscheinlich überschüssiges Material aus dem Zweiten Weltkrieg). Die dritte Brücke blieb für Fußgänger und Radfahrer offen und wurde schließlich 1985 abgerissen.
In den 1990er-Jahren war eine dauerhafte Brücke geplant, doch wegen Finanzierungsproblemen verzögerten sich die Planungsarbeiten erheblich. Da die vierte Brücke den wachsenden Belastungen nicht mehr standhalten konnte, wurde 1999 eine weitere temporäre Brücke gebaut. 
Die Planungen für eine sechste Brücke wurden im Januar 2011 abgeschlossen. Definitiv gebaut wurde sie im Jahre 2013.

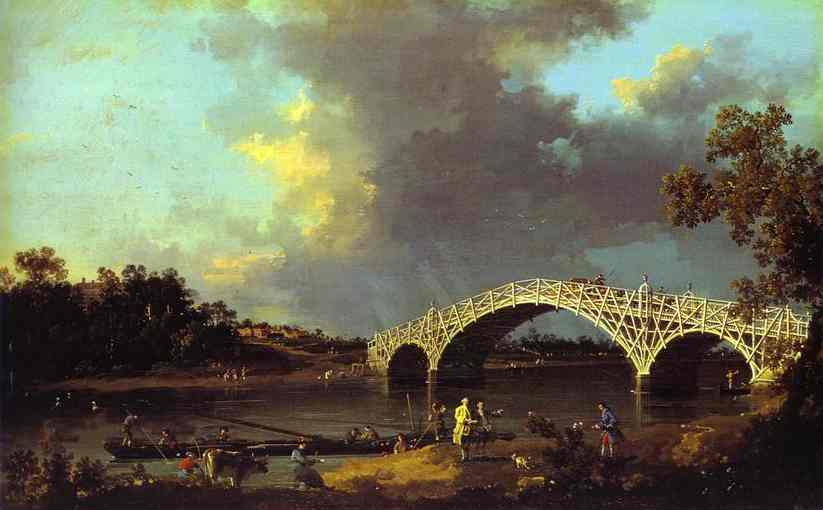
Erste Walton Bridge 1750–1783 auf einem Gemälde von Canaletto (1754)
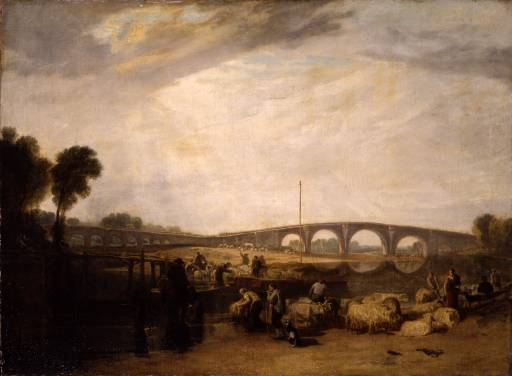
Zweite Walton Bridge 1788–1859 auf einem Gemälde von J. M. W. Turner (1806)
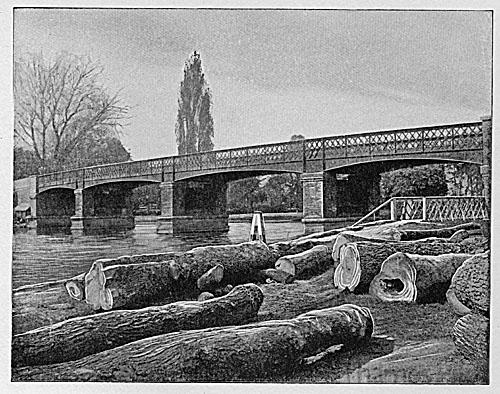
Dritte Walton Bridge 1864–1985 auf einem Foto von 1897
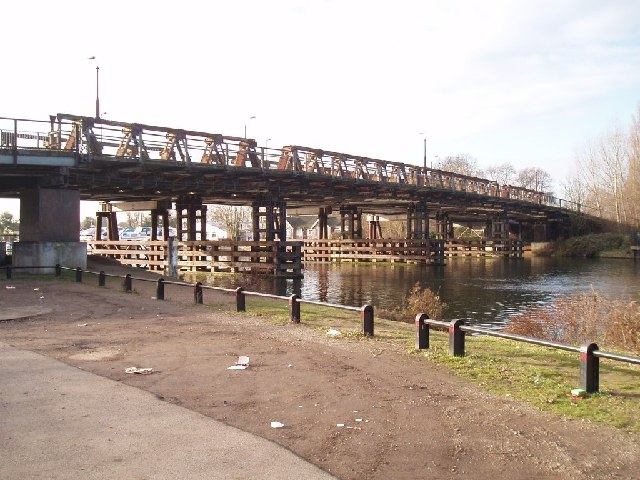
Vierte Walton Bridge 1953–2013 vor der fünften Brücke 2005
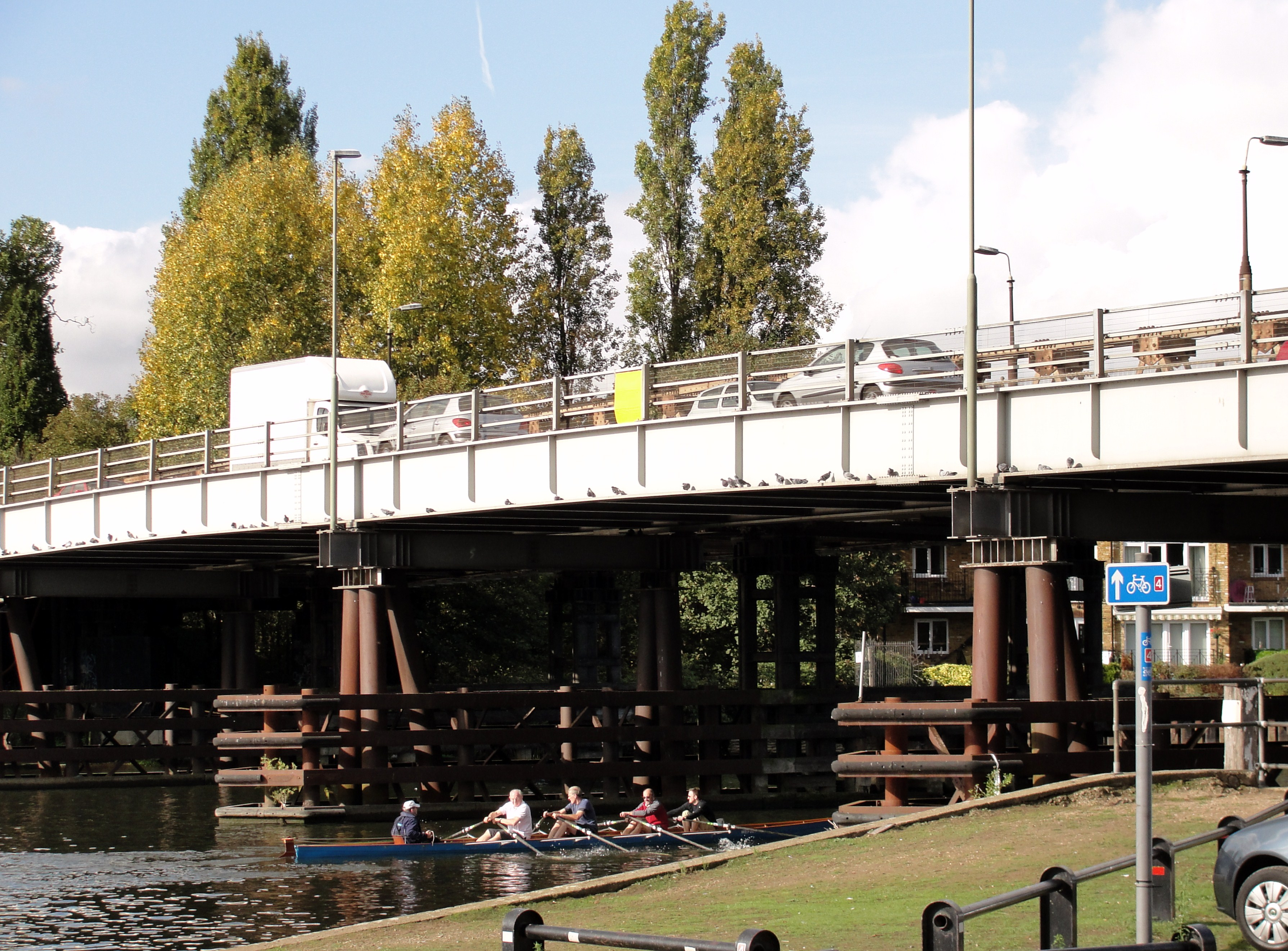
Fünfte Walton Bridge 1999–2013 vor der vierten Brücke 2009
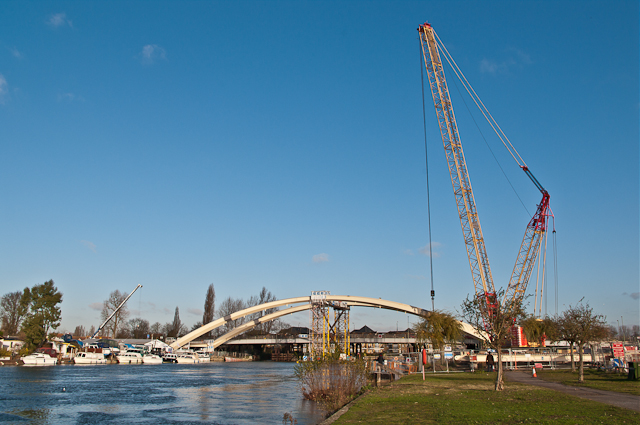
Bau der sechsten Walton Bridge 2006